# Туктибаев, Оразгельды Беденович
Оразгельды (Ораз) Беденович (Биденович) Туктибаев (каз. Оразгелді Беденұлы Түктібаев 3 мая 1944; село Жилга, Сарыагашский район, Южно-Казахстанская область, Казахская ССР, СССР) — казахский врач-терапевт, доктор медицинских наук (2002), профессор (2004). Заслуженный врач Казахской ССР (1984).

## Биография
Оразгельды Беденович Туктибаев Родился 3 мая 1944 года в сельском округе Жилга Сарыагашского района Южно-Казахстанской области. Происходит из рода тутанбалы племени Сиргели.
В 1965 году окончил Калининский медицинский институт.
В 1977 году окончил аспирантуру Центрального института усовершенствования врачей в г. Москве.
С 1965 по 1977 годы — главный врач участковой поликлиники, затем районного медицинского объединения Южно-Казахстанской области.
С 1977 по 1984 годы — главный врач санатория «Сарыагаш».
С 1984 года по настоящее время главный врач, президент, советник президента республиканского санатория «Алатау».
Автор свыше 50 научных публикаций, трех монографий: «Санаторно-курортное лечение респираторной патологии и оценка его эффективности» (2003). Основные научные работы посвящены проблемам курортологии.

## Награды и звания
- Заслуженный врач Казахской ССР (1984);
- Нагрудный знак «Отличник здравоохранения СССР»;
- Орден Курмет (1997);
- Орден Парасат;
- Орден «Барыс» ІІІ степени;
- Орден Дружбы (13 октября 2009 года, Россия) — за многолетнюю плодотворную деятельность по развитию и сохранению традиций добрососедства и сотрудничества между Российской Федерацией и Республикой Казахстан;[1]
- Медаль «В ознаменование 100-летия со дня рождения Владимира Ильича Ленина» (1970);
- Медаль «10 лет независимости Республики Казахстан» (2001);
- Медаль «50 лет Целине» (2004);
- Медаль «10 лет Парламенту Республики Казахстан» (2006);
- Медаль «10 лет Астане» (2008);
- Медаль «20 лет независимости Республики Казахстан» (2011);
- Медаль «20 лет Конституции Республики Казахстан» (2015) и др.